# D'Artagnan Potts
D'Artagnan Potts (* 29. Juli 2003 in North Adelaide) ist ein australischer Beachvolleyballspieler. 2024 wurde er Asienmeister.

## Karriere
Kaia Clarkin und der in South Australia aufgewachsene Athlet waren 2022 und 2023 hauptsächlich bei nationalen Veranstaltungen am Start. Ihr bestes internationales Resultat gelang ihnen bei ihrem letzten gemeinsamen Wettkampf, als sie beim Futures in Coolangatta Beach zu den Achtelfinalisten gehörten. Mit Garang Anyang wurde Potts ebenfalls Neunter bei den gleichartigen Veranstaltungen in Spiez und Lille. Mit dem zwei Jahre jüngeren Mitchell Croft nahm der Zwanzigjährige danach an der U21 Asienmeisterschaft teil und erkämpfte mit ihm einen Platz in der Runde der besten acht Teams. Mit Ben Hood überstand er bei der U21-WM im gleichen Jahr die Gruppenphase und belegte den geteilten siebzehnten Rang. Die beiden sicherten sich anschließend bei den Pazifikspielen die Goldmedaille und standen im folgenden Jahr im Finale des Futures von Mount Maunganui. Nach der Teilnahme an den Turnieren in China im Mai 2024 trennte sich das Duo.
Seitdem ist der in einem Vorort von Adelaide geborene Sportler mit Jack Pearse auf den Beachfeldern unterwegs. Nach einem fünften und einem zweiten Platz bei der asiatischen Beachserie gelang den beiden bei ihrem dritten gemeinsamen Event eine große Überraschung. Als Team Australien 3 gestartet ließen sie bei der Asienmeisterschaft das vermeintlich zweitbeste Team ihres Heimatlandes Thomas Hodges und Zachery Schubert, die am Ende Fünfte wurden, hinter sich und konnten im Endspiel auch nicht von den höher gesetzten Izac Carracher und Mark Nicolaidis gestoppt werden. Eine Woche später erkämpften sie ihre bis einschließlich Mitte August 2025 wertvollste Platzierung der internationalen Beachserie, als sie beim Challenge in Haikou sowohl die Poolphase als auch die erste Hauptrunde überstanden und so den geteilten siebten Platz belegten. Bestes Resultat in der ersten Jahreshälfte 2025 war die australische Vizemeisterschaft. Der Sieg bei den AVC Beach Tour Open in Pingtung kam im Juli dazu.

## Persönliches
D'Artagnan Potts besuchte zunächst die Primary School in Crafers. Später wurde er an der High School in Heathfield unterrichtet.